# Юдин, Павел Михайлович
Па́вел Миха́йлович Ю́дин (1798 — 28 января 1852) — дипломат, чиновник, друг и соученик А. С. Пушкина по Царскосельскому Лицею, адресат одного из его стихотворных посланий. С 1845 года — действительный статский советник.

## Биография
Сын действительного статского советника, происходил из старинной дворянской семьи. В Лицее занимал комнату номер 6. По отзыву директора Лицея Е. А. Энгельгардта, Павел Юдин был застенчивым и замкнутым юношей, который мало общался со сверстниками:
«Он был, особенно вначале, так мягок и так чувствителен, что редкий день проходил без того, чтобы он в классе не проливал слёз то из-за пустячного выговора, то из-за того, что его не вызвали, то из-за какой-нибудь ещё менее уважительной причины. Учителя очень ценят его охоту к учению и его кротость. Он, хотя и медленно, сделал очень заметные успехи, его настойчивость неутомима, а его поведение постоянно совершенно безупречно. В его душе цветёт прекрасный идиллический мир, явление в сущности у молодых людей его возраста не редкое, особенно же в классе, в котором он находится. Этот мир невинности довольно мило выражается в его маленьких сочинениях. От своих соучеников он отстраняется, из робости не очень легко вступает с кем бы то ни было в длительную беседу. Эта наклонность к отдалению и уединению могла при недоброжелательных внешних взаимоотношениях легко перейти у него в меланхолию. Своих родителей он любит с величайшей нежностью».
Юдину лучше всего давались история, география, логика и чистописание; преподаватели отмечали его старательность и «тихий нрав». По отзыву надзирателя М. Пилецкого, Юдин отличался примерным поведением, был спокойным, необщительным, не любил гулять, много и старательно учился; он слегка шепелявил.

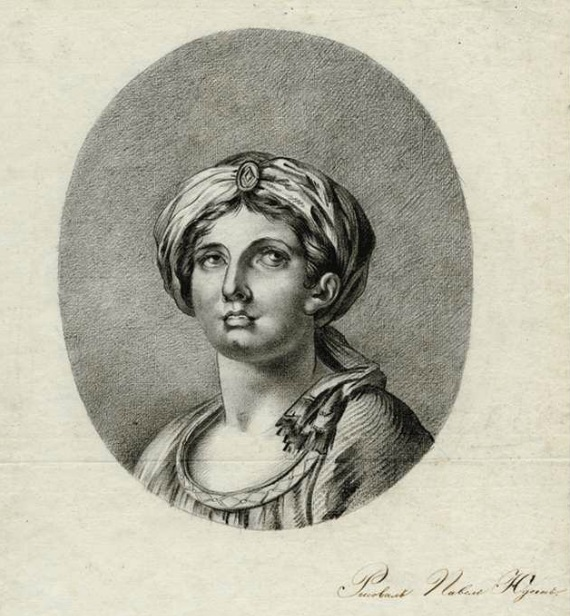
Беатриче Ченчи (учебный рисунок П. М. Юдина)

В лицейских журналах участия не принимал, но занимался литературным творчеством. В 1815 году Пушкин посвятил Юдину длинное послание: «Ты хочешь, милый друг, узнать мои мечты — желанья, цели». В послании Пушкин сообщает, что его мечта — скромно жить с «природной простотой» в Захарове, подмосковном имении его бабушки, «вдали столиц, забот и грома».
Лицейский рисунок А. С. Пушкина, известный под названием «Продавец кваса», предположительно изображает П. М. Юдина: на бочонке нарисован номер комнаты Юдина в пансионе — № 6.
По окончании лицея Юдин вместе с Пушкиным поступил в коллегию иностранных дел в чине коллежского секретаря. Юдин всю жизнь прослужил в министерстве иностранных дел. Корф отзывался о нём: «Человек оригинальный, с острым языком и колкий насмешник». Юдин и его соученик по Лицею Павел Гревениц вместе поступили в канцелярию, вместе получали все чины и ордена, исполняли одинаковые должности: обоих министр Нессельроде иронически называл «столпами министерства». В 1826 году Яковлев писал Вольховскому, сообщая новости о товарищах: «Юдин — Гревениц, Гревениц — Юдин, und weiter nichts!». В 1829 году Яковлев писал о нём Вольховскому: «Юдина, чтобы видеть, надобно искать в Бюргер-клубе, где за стаканом пива, с цыгаркою во рту, он в табачном дыму декламирует Шиллера».
Юдин продолжал оставаться малообщительным, но в 1833 году посетил празднование лицейской годовщины (Пушкин тогда отсутствовал) — к удивлению Энгельгардта: «были Корф, Комовский, Стевен, Корнилов, Илличевский, Данзас, и — о чудо! — Юдин». Вместе с 10 другими лицеистами, в том числе Пушкиным, он присутствовал на праздновании двадцатипятилетия лицея в 1836 году, которое посетил и его друг Гревениц. По свидетельству Яковлева, в это время Юдин переписывался с другим другом-лицеистом — С. Г. Ломоносовым, который тоже был дипломатом.
П. М. Юдин закончил свою карьеру управляющим архивом Министерства иностранных дел в Санкт-Петербурге в чине действительного статского советника.